# Paulo Manuel Carvalho Sousa
Paulo Manuel Carvalho Sousa (Viseu, Portugal, 30 d'agost de 1970), conegut futbolísitcament com a Paulo Sousa, és un exfutbolista portuguès que ocupava la posició de migcampista. Va ser internacional absolut per la selecció de futbol de Portugal en 51 ocasions.
Va ser un dels millors futbolistes portuguesos de la dècada dels 90 i va guanyar dues Champions League i una Intercontinental. Diverses lesions de genoll van llastar la seva carrera i va retirar-se amb només 31 anys, havent disputat la seva última temporada a l'Espanyol.
L'any 2008 va debutar com a entrenador de clubs. El 2021 va ser contractat per a dirigir la selecció de futbol de Polònia.

## Trajectòria
| Club                 | País      | Any         |
| -------------------- | --------- | ----------- |
| SL Benfica           | Portugal  | 1989 - 1993 |
| Sporting de Portugal | Portugal  | 1993 - 1994 |
| Juventus FC          | Itàlia    | 1994 - 1996 |
| Borussia Dortmund    | Alemanya  | 1996 - 1997 |
| Internazionale       | Itàlia    | 1998 - 1999 |
| Parma AC             | Itàlia    | 2000        |
| Panathinaikos FC     | Grècia    | 2000-01     |
| RCD Espanyol         | Catalunya | 2001-02     |

## Palmarès
- 2 Lliga de Campions de la UEFA: 1995-96 (Juventus) i 1996-97 (Borussia Dortmund)
- 1 Supercopa d'Europa: 1997 (Borussia Dortmund)
- 1 Copa Intercontinental: 1997 (Borussia Dortmund)
- 1 Lliga portuguesa de futbol: 1990-91 (Benfica)
- 1 Copa portuguesa de futbol: 1992-93 (Benfica)
- 1 Scudetto: 1994-95 (Juventus)
- 1 Coppa Italia: 1994-95 (Juventus)
- 1 Supercoppa Italiana